# Den kinesiske ballonhændelse 2023
Den kinesiske ballonhændelse 2023 indtraf fra den 28. januar til den 4. februar 2023, da en stor, hvid, højtsvævende ballon af kinesisk oprindelse overfløj det nordamerikanske luftrum under passage fra Alaska over det vestlige Canada for igen at overflyve amerikansk luftrum. 
Det amerikanske og canadiske militær anså, at ballonen var et fartøj med det formål at foretage overvågning af amerikanske og canadiske installationer, hvorimod de kinesiske myndigheder har hævdet, at der var tale om et privatejet vejrballon, der var kommet ud af kurs. Ballonen passerede Montana den 1. februar, og Missouri den 3. februar, inden den blev skudt ned den 4. februar efter ordre fra den amerikanske præsident Joe Biden.
Hændelsen forværrede de, i forvejen, anstrengte relationer mellem USA og Kina, og medførte bl.a, at USA's udenrigsminister Antony Blinken aflyste et forestående besøg i Beijing.
Den 3. februar 2023 meddelte det amerikanske forsvarsministerium, at en anden kinesisk ballon passerede over Latinamerika.
Ifølge USA's forsvarsministerium blev ballonen skudt ned den 4. februar 2023 i en højde af 18 km med et AIM-9X missil affyret af et F-22 Raptor kampfly fra First Fighter Wing ved Langley Air Force Base. Vragrester fra ballonen landede i havet ud for Surfside Beach i South Carolina i amerikansk territorialfarvand. Nedskydningen er den første registrerede kamphandling udført af et F-22 fly, og måske den højeste luft-til-luft nedskydning af et luftbårent mål nogensinde.

## Andre objekter
I dagene efter nedskydningen af ballonen nedskød det amerikanske flyvevåben yderligere tre luftbårne objekter. Den 15. februar erklærede Præsident Biden, at de tre flyvende objekter, der blev skudt ned den 10. februar og senere, ikke var kinesiske, men sandsynligvis objekter, der var benyttet til forskningsformål, formentlig af private virksomheder.